# Lago Blanco, Chile
Lago Blanco är en sjö i Chile.   Den ligger i regionen Región de Magallanes y de la Antártica Chilena, i den södra delen av landet, 2 300 km söder om huvudstaden Santiago de Chile. Lago Blanco ligger 120 meter över havet. Arean är 143 kvadratkilometer. Den sträcker sig 22,7 kilometer i nord-sydlig riktning, och 16,9 kilometer i öst-västlig riktning.
I omgivningarna runt Lago Blanco växer i huvudsak lövfällande lövskog. Trakten runt Lago Blanco är nära nog obefolkad, med mindre än två invånare per kvadratkilometer.